# Ragnvald Ingvarsson
Ragnvald Ingvarsson fue un comandante de la Guardia Varega en la primera mitad del siglo XI y se le conoce por haber sido citado en algunas piedras rúnicas, algunas de las cuales sugieren que perteneció al clan vikingo de Jarlabanke.
En la piedra rúnica U 112 se menciona que un antiguo capitán ordenó grabar y levantar la piedra en su propia memoria y para su madre
Muy pocos pudieron volver a casa con el honor de haber sido el capitán de la guardia varega, y su nombre Ragnvaldr muestra que perteneció a los rangos más altos de la vieja sociedad nórdica y muy probablemente tuvo vínculos familiares con la dinastía vikinga reinante, la Casa de Munsö.
Se cita a Ragnvaldr en las inscripciones rúnicas de Hargs bro U 309 y U 310 y lo relacionan con el clan Jarlabanke como hijo de Ingvar. La inscripción U 310 menciona expresamente a la segunda esposa de Ingvar, Estrid (Ástríðr, Æstriðr), quien no era madre de Ragnvaldr:
piedra rúnica U 309 - Sigviðr e Ingvarr y Jarlabanki grabaron estas runas en memoria de Ingvarr, su padre, y en memoria de Ragnvaldr, su hermano.
piedra rúnica U 310 - Ástríðr hizo el puente en memoria de Ingvarr, su esposo, y en memoria de Ragnvaldr, su hijo.
El abuelo de Ragnvald por parte materna, Ónæmr, se cita en dos piedras rúnicas en Uppland, U 328 y U 336. U 328 ofrece información de dos tías de Ragnvaldr llamadas Gyríðr y Guðlaug, y U 336 añade que Ulf de Borresta, quien recibió tres danegelds (tributos] en Inglaterra, era sobrino por parte de padre de Ónæm, en consecuencia primo hermano de Ragnvald.
Omeljan Pritsak resalta que Ragnvaldr parece que murió simultáneamente con su padre Ingvar y su tío Ingifastr, y que su muerte tuvo lugar antes del año 1050 d. C. También sugiere que murieron en la guerra entre los Rus y bizantinos en el año 1043, cuando Vladimir de Nóvgorod reclutó mercenarios varegos.